# Chontamarca
Chontamarca ist eine Ortschaft und eine Parroquia rural („ländliches Kirchspiel“) im Kanton Cañar der ecuadorianischen Provinz Cañar. Die Parroquia besitzt eine Fläche von 214,8 km². Die Einwohnerzahl lag im Jahr 2010 bei 4140. 

## Lage
Die Parroquia Chontamarca liegt an der Westflanke der Anden. Im Südwesten wird das Areal vom Oberlauf des Río Bulubulu, Hauptquellfluss des Río Taura, begrenzt. Entlang der nordöstlichen und nördlichen Verwaltungsgrenze fließt der Río Chilcales nach Westen. Der etwa 2200 m hoch gelegene Hauptort Chontamarca befindet sich 22 km westnordwestlich des Kantonshauptortes Cañar. Eine 3,4 km lange Nebenstraße verbindet Chontamarca mit der weiter südlich verlaufenden Fernstraße E40 (La Troncal–Cañar).
Die Parroquia Chontamarca grenzt im Westen und im Norden an die Provinz Guayas mit dem Kanton El Triunfo, im Nordosten und im Osten an die Parroquias Ventura und General Morales, im Südosten an den Kanton Suscal sowie im Süden an die Parroquia Ducur.

## Orte und Siedlungen
In der Parroquia Chontamarca gibt es folgende Comunidades: Centro Parroquial, 1ero de Mayo, Chilchil, Chocarpamba, Chontamarca Chico, Cimientos, Cochapamba, Dos bocas, El Arriendo, San Javier, El Entable, El Rosario, Gallorumi, Guarumales Alto, Guarumales Bajo, La Esperanza, Llactacashca, Patrón, Santiago, Pumatoglla, Ragarpamb, Ramo Urcu, Ramos Loma, Rumi Urcu, Rumi Pungo, San Carlos Alto, San Carlos Bajo, San José de Papayal, San Juan de Papayal, San Luis, San Pablo, Surupungu, Tiopamba, Victoria und Yanayacu.

## Geschichte
Die Parroquia Chontamarca wurde am 28. November 1944 gegründet.